# 1903 en sport automobile
Chronologie du Sport automobile
1902 en sport automobile - 1903 en sport automobile - 1904 en sport automobile

## Les faits marquants de l'année1903enSport automobile
- Quatrième édition de la Coupe Gordon Bennett en Irlande. Le Belge Camille Jenatzy gagne la course, mais la Coupe revient à l’Allemagne car ce dernier court sur une Mercedes.

## Par mois

### Juillet
- 17 juillet : à Ostende, Arthur Duray établit un nouveau record de vitesse terrestre : 134,32 km/h.

### Novembre
- 5 novembre : À Dourdan, Arthur Duray établit un nouveau record de vitesse terrestre : 136,36 km/h.

## Naissances
- 10 février : Franco Cortese, pilote automobile italien, († 13 novembre 1986).
- 8 avril : Frank Lockhart, pilote automobile américain. († 25 avril 1928).
- 23 mai : Ernst Klodwig, pilote automobile allemand. († 15 avril 1973).
- 9 juin : Felice Bonetto, pilote automobile italien. († 21 novembre 1953).
- 21 octobre : Mario Mazzacurati, pilote automobile italien, († 17 avril 1985)
- 5 décembre : Kelly Petillo, pilote automobile américain, vainqueur des 500 miles d'Indianapolis. († 30 juin 1970).
- 7 décembre : Brian Edmund Lewis, pilote automobile sur circuits anglais, directeur de plusieurs compagnies. († 18 juillet 1978)

## Décès
- 26 mai : Marcel Renault, industriel et coureur automobile français. (° 14 mai 1872).
- 19 novembre : Gaston de Chasseloup-Laubat, pilote français de voiture de course. (° 7 juin 1866).